# Амасья

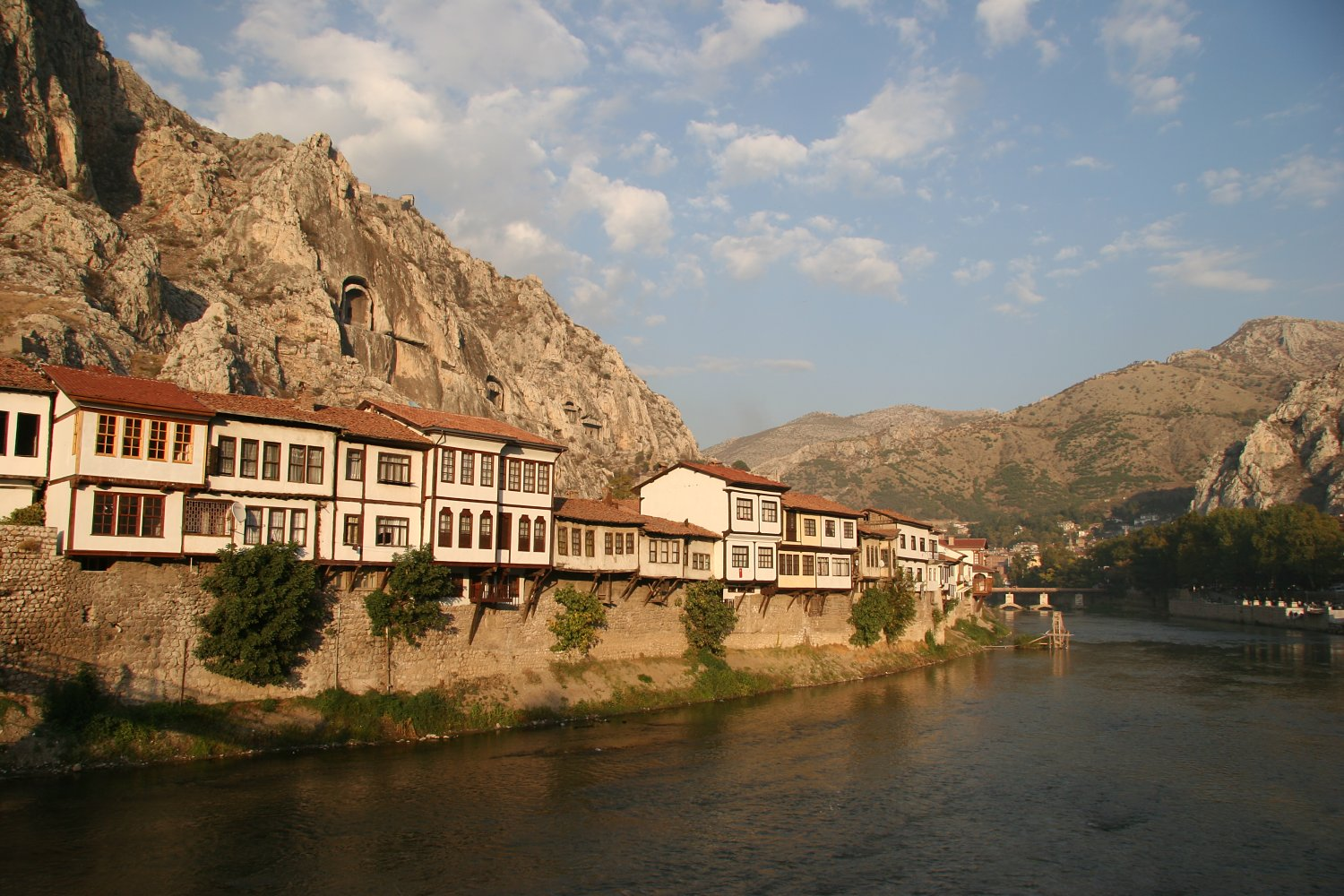
Будинки в Амасьї на березі Єшиль-Ирмак

Ама́сья (тур. Amasya, вірм. Ամասիա, грец. Ἀμάσεια) — місто та район у північній Туреччині, центр провінції Амасья. Населення міста — 114 тисяч жителів (2021). Висота над рівнем моря — 411 м.
Амасья розташована у долині річки Єшильирмак; цим зумовлюється м'який клімат. В околицях Амасьї широке розповсюдження одержало вирощування яблук.

## Історія

### Античні часи
З 281 року до н. е. по 26 рік до н. е. Амасья — столиця Понтійського царства. У 63 році до н. е. місто і царство завойовує Римська імперія.

### Римсько-візантійський період
Амасья була захоплена римлянином Лукуллом у 70 р. до н. е.; поступово Понтійське царство разом з Віфінією було перетворено у нову римську провінцію — Віфінія і Понт. До того часу Амасья стала процвітаючим містом, домом мислителів, поетів і письменників. Один з них, Страбон, залишив повний опис Амасьї у I столітті до н. е.
Після поділу Римської імперії імператором Діоклетіаном місто стало частиною Східної Римської імперії (Візантійської імперії). У цей час у місті більшість населення становили греки.

### Сельджуцький період
Після поразки візантійської армії при Манцикерті у 1071 році місто знаходилася у межах Візантії 7 століть. Мала Азія починає поступово втрачати свій християнський і грецький характер. Починається процес її ісламізації й туркізації. Турки просувалися вглиб півострова дуже швидко. У 1075 році турецький емір Данишмендід захопив Амасью й зробив її столицею своєї держави, яка існувала у Малій Азії понад 100 років.
Султан Іконійського султанату, Килич Арслан, захопив місто і приєднав його до своїх володінь. Місто стало центром ісламської культури. Школи, мечеті й інша архітектура цього періоду збереглися дотепер.
У XII столітті, під час воєн Візантії і Іконійського султанату, місто періодично переходило з рук турків у руки візантійців. Остаточно місто стало турецьким лише тільки на початку XIII століття.

### Османський період
Наприкінці XIV століття місто підкорює османський султан Баязид I. Амасья стає важливим містом, тут проводиться навчання дітей султана.
Населення Амасьї за часів правління османів дуже відрізнялося від більшості інших міст в Османській імперії: для того, щоб як слід навчити майбутнього султана, було потрібно детально ознайомити його з більшістю народів імперії. Кожен народ імперії був представлений в Амасьї у специфікованих селищах — понтійське (грецьке) селище, вірменське селище, боснійське селище, татарське селище, турецьке селище, арабське селище, курдське селище тощо.
29 травня 1555 року тут після 40-літньої війни між Османською імперією і Сефевідською Персією було підписано мирний договір про розподіл сфер впливу у Закавказзі: Західна Грузія (Імеретія, Мінгрелія, Гурія і західна частина князівства Самцхе-Саатабаго) та 3ахідна Вірменія відійшли туркам, а Східна Грузія (Картлі, Кахеті, східна частина Самцхе-Саатабаго) і Східна Вірменія — Персії.

## Клімат
| Клімат Амасья (1950 - 2014) | Клімат Амасья (1950 - 2014) | Клімат Амасья (1950 - 2014) | Клімат Амасья (1950 - 2014) | Клімат Амасья (1950 - 2014) | Клімат Амасья (1950 - 2014) | Клімат Амасья (1950 - 2014) | Клімат Амасья (1950 - 2014) | Клімат Амасья (1950 - 2014) | Клімат Амасья (1950 - 2014) | Клімат Амасья (1950 - 2014) | Клімат Амасья (1950 - 2014) | Клімат Амасья (1950 - 2014) | Клімат Амасья (1950 - 2014) |
| Показник                    | Січ.                        | Лют.                        | Бер.                        | Квіт.                       | Трав.                       | Черв.                       | Лип.                        | Серп.                       | Вер.                        | Жовт.                       | Лист.                       | Груд.                       |                             |
| Абсолютний максимум, °C     | 21,3                        | 24,8                        | 31,2                        | 35,8                        | 37,5                        | 41,8                        | 45,0                        | 42,2                        | 40,3                        | 36,0                        | 29,7                        | 22,9                        |                             |
| Середній максимум, °C       | 6,9                         | 9,5                         | 14,4                        | 20,2                        | 24,9                        | 28,6                        | 31,0                        | 31,3                        | 27,6                        | 21,7                        | 14,4                        | 8,7                         |                             |
| Середня температура, °C     | 2,7                         | 4,5                         | 8,4                         | 13,6                        | 17,9                        | 21,6                        | 24,1                        | 24,0                        | 20,0                        | 14,6                        | 8,6                         | 4,7                         |                             |
| Середній мінімум, °C        | −0,9                        | 0,1                         | 3,0                         | 7,2                         | 11,0                        | 14,3                        | 16,6                        | 16,5                        | 12,7                        | 8,5                         | 3,8                         | 1,2                         |                             |
| Абсолютний мінімум, °C      | −21                         | −20,4                       | −15,3                       | −5,1                        | −0,1                        | 4,8                         | 8,5                         | 8,8                         | 3,0                         | −2,9                        | −9,5                        | −12,7                       |                             |
| Норма опадів, мм            | 48.4                        | 38.0                        | 46.6                        | 56.8                        | 51.4                        | 36.9                        | 14.9                        | 9.1                         | 20.6                        | 35.7                        | 45.2                        | 55.4                        |                             |
| Днів з опадами              | 12,1                        | 11,0                        | 12,5                        | 13,3                        | 12,7                        | 8,7                         | 3,3                         | 2,6                         | 4,8                         | 8,0                         | 9,5                         | 12,6                        |                             |
| --------------------------- | --------------------------- | --------------------------- | --------------------------- | --------------------------- | --------------------------- | --------------------------- | --------------------------- | --------------------------- | --------------------------- | --------------------------- | --------------------------- | --------------------------- | --------------------------- |

## Відомі уродженці
- Феодор Тирон — християнський святий
- Святий Василій Амасійський — ранньохристиянський святий, єпископ м. Амасія, мученик.